# Kabinett Briand I

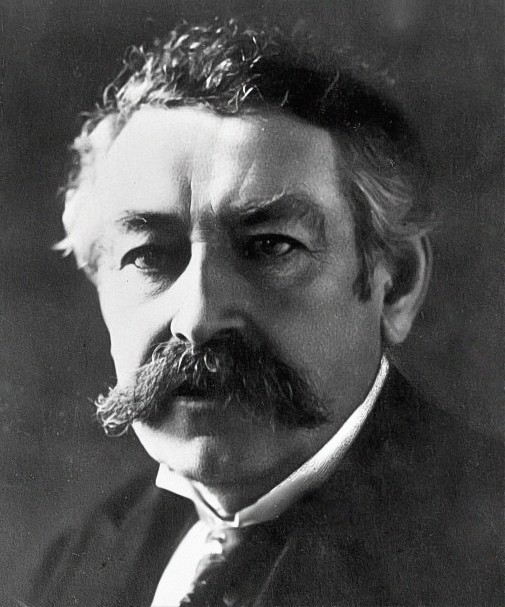
Aristide Briand war von 1909 bis 1911, 1913, 1915 bis 1917, 1921 bis 1922, 1925 bis 1926 sowie 1929 sechs Mal Premierminister Frankreichs und bildete in dieser Zeit elf Kabinette

Das erste Kabinett Briand war eine Regierung der Dritten Französischen Republik. Es wurde am 24. Juli 1909 von Premierminister (Président du Conseil) Aristide Briand gebildet und löste das Kabinett Clemenceau I ab. Es blieb bis zum 3. November 1910 im Amt und wurde daraufhin vom Kabinett Briand II abgelöst.
Dem Kabinett gehörten Minister der Socialistes indépendants (SI), Alliance républicaine démocratique (ARD), Parti républicain, radical et radical-socialiste (PRRSS) sowie der Radicaux indépendants (RI) an.

## Kabinett
Dem Kabinett gehörten folgende Minister an:
| Amt                                                                    | Name                      | Partei | Beginn der Amtszeit | Ende der Amtszeit |
| ---------------------------------------------------------------------- | ------------------------- | ------ | ------------------- | ----------------- |
| Premierminister                                                        | Aristide Briand           | SI     | 24. Juli 1909       | 3. November 1910  |
| Außenminister                                                          | Stephen Pichon            | PRRRS  | 24. Juli 1909       | 3. November 1910  |
| Kolonialminister                                                       | Georges Trouillot         | RI     | 24. Juli 1909       | 3. November 1910  |
| Kriegsminister                                                         | Jean Brun                 |        | 24. Juli 1909       | 3. November 1910  |
| Minister für öffentlichen Unterricht und schöne Künste                 | Gaston Doumergue          | PRRRS  | 24. Juli 1909       | 3. November 1910  |
| Innenminister und Religionsminister                                    | Aristide Briand           |        | 24. Juli 1909       | 3. November 1910  |
| Justizminister                                                         | Louis Barthou             | ARD    | 24. Juli 1909       | 3. November 1910  |
| Marineminister                                                         | Auguste Boué de Lapeyrère |        | 24. Juli 1909       | 3. November 1910  |
| Landwirtschaftsminister                                                | Joseph Ruau               | PRRRS  | 24. Juli 1909       | 3. November 1910  |
| Finanzminister                                                         | Georges Cochery           | ARD    | 24. Juli 1909       | 3. November 1910  |
| Minister für Arbeit und Sozialversicherung                             | René Viviani              | SI     | 24. Juli 1909       | 3. November 1910  |
| Minister für öffentliche Arbeiten und Minister für Post und Telegrafie | Alexandre Millerand       | SI     | 24. Juli 1909       | 3. November 1910  |
| Minister für Handel und Industrie                                      | Jean Dupuy                | ARD    | 24. Juli 1909       | 3. November 1910  |

### Unterstaatssekretäre
Dem Kabinett gehörten folgende Sous-secrétaires d’État an:
- Finanzen: René Renoult (PRRRS)
- Schöne Künste: Étienne Dujardin-Beaumetz (RI)
- Kriegsministerium: Albert Sarraut (PRRRS)
- Marine: Henry Chéron (PRRRS)

## Historische Einordnung
Bei den Wahlen zur Abgeordnetenkammer setzte sich das republikanische Bündnis mit 352 von 595 Sitzen durch.

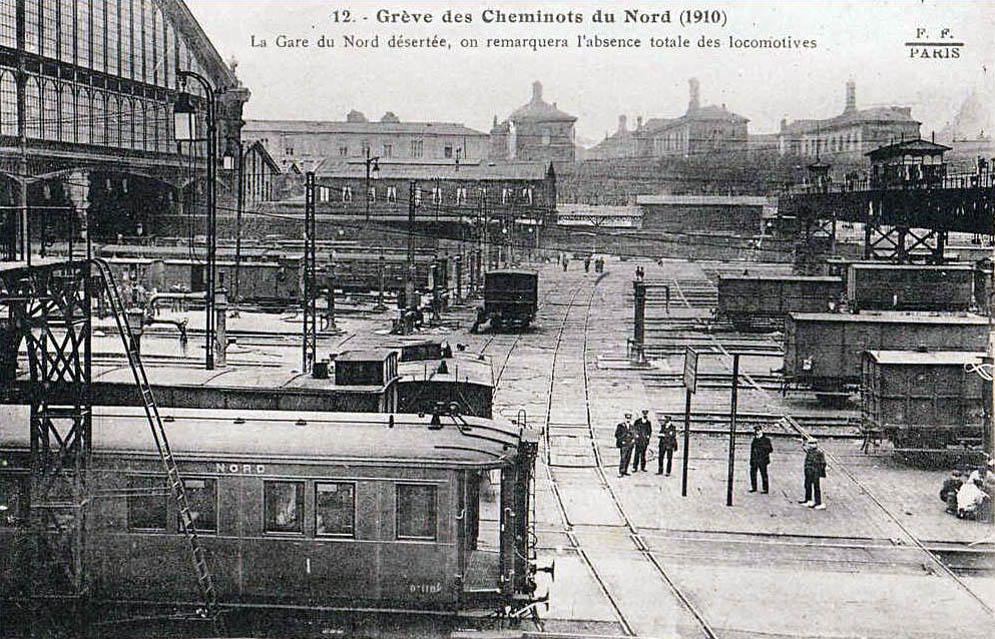
Paris – Der Gare du Nord während des Streiks

Briands erste Amtszeit war insbesondere von einem Streik der Schiffsregistrierer und einem Streik der Eisenbahnbeamten geprägt. Briand ließ einige große Bahnhöfe und mehrere Strecken militärisch besetzen, das Personal requirieren und erklärte auf Anfrage in der Kammer, „dass die Regierung bis zur Illegalität gegangen wäre, wenn sie nicht im Gesetz die Mittel gefunden hätte, um Herr ihrer Eisenbahnen zu bleiben“. Angriffe Jules Guesdes und der sozialistischen Abgeordneten gegen Briands Behandlung des Streiks wehrte die Kammer in der Sitzung vom 31. Oktober 1910 ab. Da jedoch mehrere seiner Kabinettskollegen in Bezug auf die Auslegung des Streikrechts nicht mit ihm übereinstimmten, reichte er beim Präsidenten der Republik seinen Rücktritt ein (3. November 1910).
Bei einem Streik der Tischlereiarbeiter kam es in Paris zu schweren Zusammenstößen mit der Polizei, bei der der Anarchist Henri Cler getötet wurde. Bei der Beerdigung kam es erneut zu schweren Auseinandersetzungen.
Das Gesetz vom 7. Dezember 1909 stellte fest, dass Löhne für den Lebensunterhalt grundlegend sind und in kurzen, regelmäßigen Zeiträumen auszuzahlen sind. Eine Revision des Zolltarifs am 29. März 1910 löste einen Zollkrieg mit Deutschland aus. Das Gesetz vom 8. April 1910 machte die Rentenversicherung für Arbeitnehmer obligatorisch, die weniger als 2000 Francs verdienten.
Am 31. Mai 1910 wurde der Code de l’indigénat in Französisch-Äquatorialafrika eingeführt.
Mit Élise Deroche erwarb erstmals weltweit eine Frau den Pilotenschein.